# Sierra Madre (Philippinen)
Die Sierra Madre ist das längste Gebirge auf den Philippinen und hat eine Länge von ca. 350 Kilometern. Das Gebirge befindet sich im Osten der Insel Luzon und beginnt im äußersten Nordosten in der Provinz Cagayan und endet im Süden in der Provinz Quezon, südöstlich des Laguna de Bay, des größten Sees des Landes. Die Ausläufer der mittleren Gebirgskette reichen nach Westen bis in die Provinz Nueva Vizcaya und verbinden sich dort mit den Caraballo-Bergen, dem zentralen Gebirgsknoten der Philippinischen Kordilleren.
Der höchste Gipfel ist der Mount Anacuao mit einer Höhe von 1850 m. Im Norden des Gebirges liegt der einzige aktive Vulkan des Gebirges, der Cagua. Die Sierra Madre beherbergt ca. 1,4 Millionen Hektar Regenwald, dieses entspricht ca. 40 % der gesamten Waldfläche der Philippinen. Sie haben eine große Bedeutung für den Erhalt der Biodiversität des Landes, da in ihnen viele seltene endemische Tier und Pflanzenarten leben.
Die ältesten fossilen Überreste des Menschen auf dem Territorium der Philippinen wurden in der Nähe der Gemeinde Peñablanca in den archäologischen Ausgrabungsstätten im Cagayan Valley, in der Callao-Höhle entdeckt. Sie wurden auf ein Alter von ca. 67.000 Jahren datiert. Ein weiterer bedeutender Fundort früher menschlicher Aktivitäten in der Sierra Madre ist die Archäologische Ausgrabungsstätte Arubo und in der Nähe des Laguna de Bay die Petroglyphen von Angono.
In der Sierra Madre liegen eine Reihe von Naturparks und Naturschutzgebieten die den Sierra Madre Biosphärenkorridor bilden. Diese sind das Peñablanca Protected Landscape & Seascape, der Northern Sierra Madre Natural Park, der Aurora-Memorial-Nationalpark, der Minalungao-Nationalpark, der Fuyot-Spring-Nationalpark, Pamitinan Protected Landscape, Marikina Watershed Forest Reserve und das Angat Watershed Forest Reserve.
Im Bereich der mittleren Sierra Madre befindet sich der Angat-Stausee, dem über 90 % des Trinkwassers für die Metropolregion entnommen wird. In der südlichen Sierra Madre liegen der Caliraya-See und der Lumot-See, die beide wichtige Naherholungsgebiete der Metropolregion Metro Manila sind.

## Weblinks

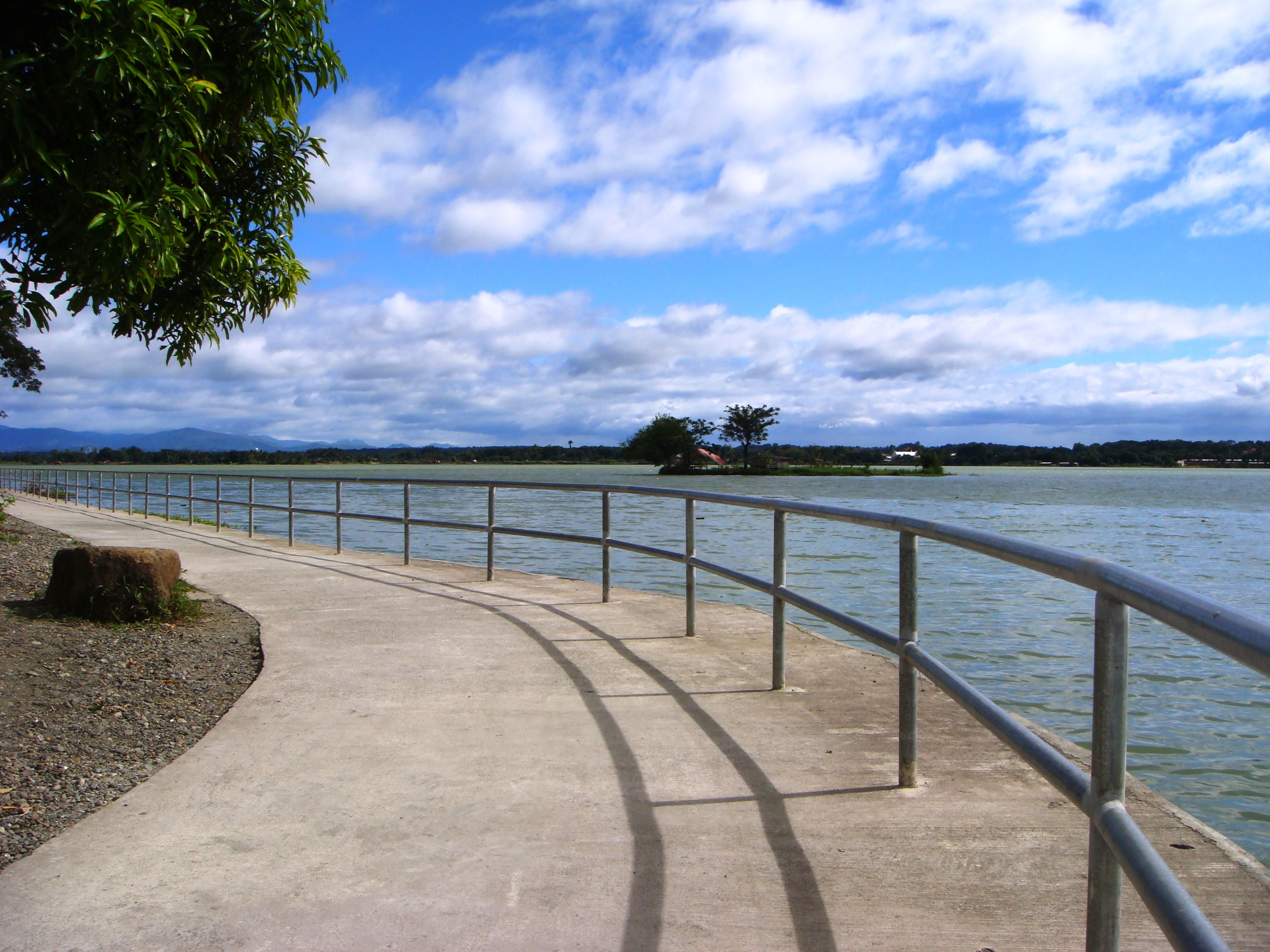
Dammkrone des Angat-Staudamms
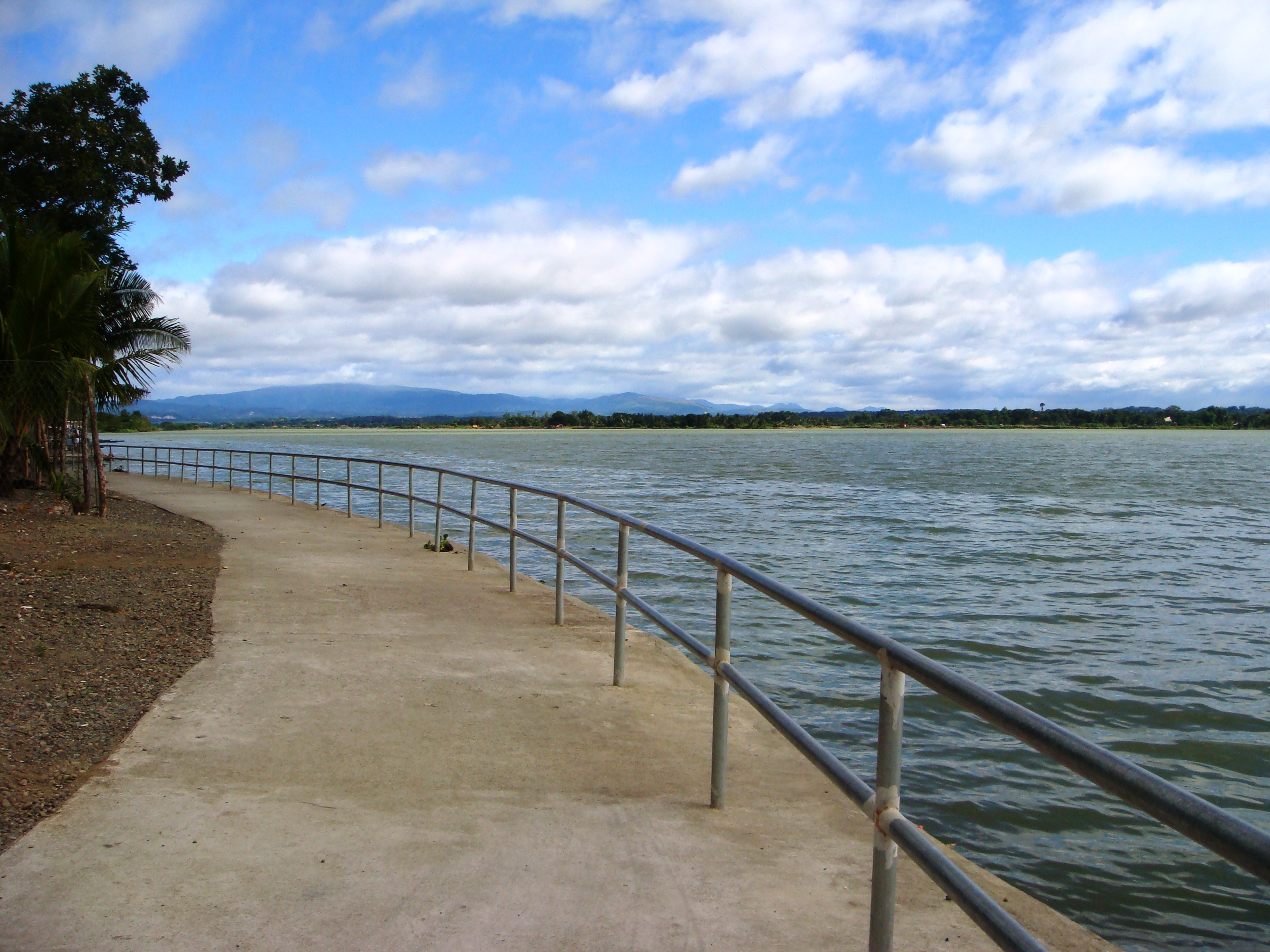
Dammkrone des Angat-Staudamms
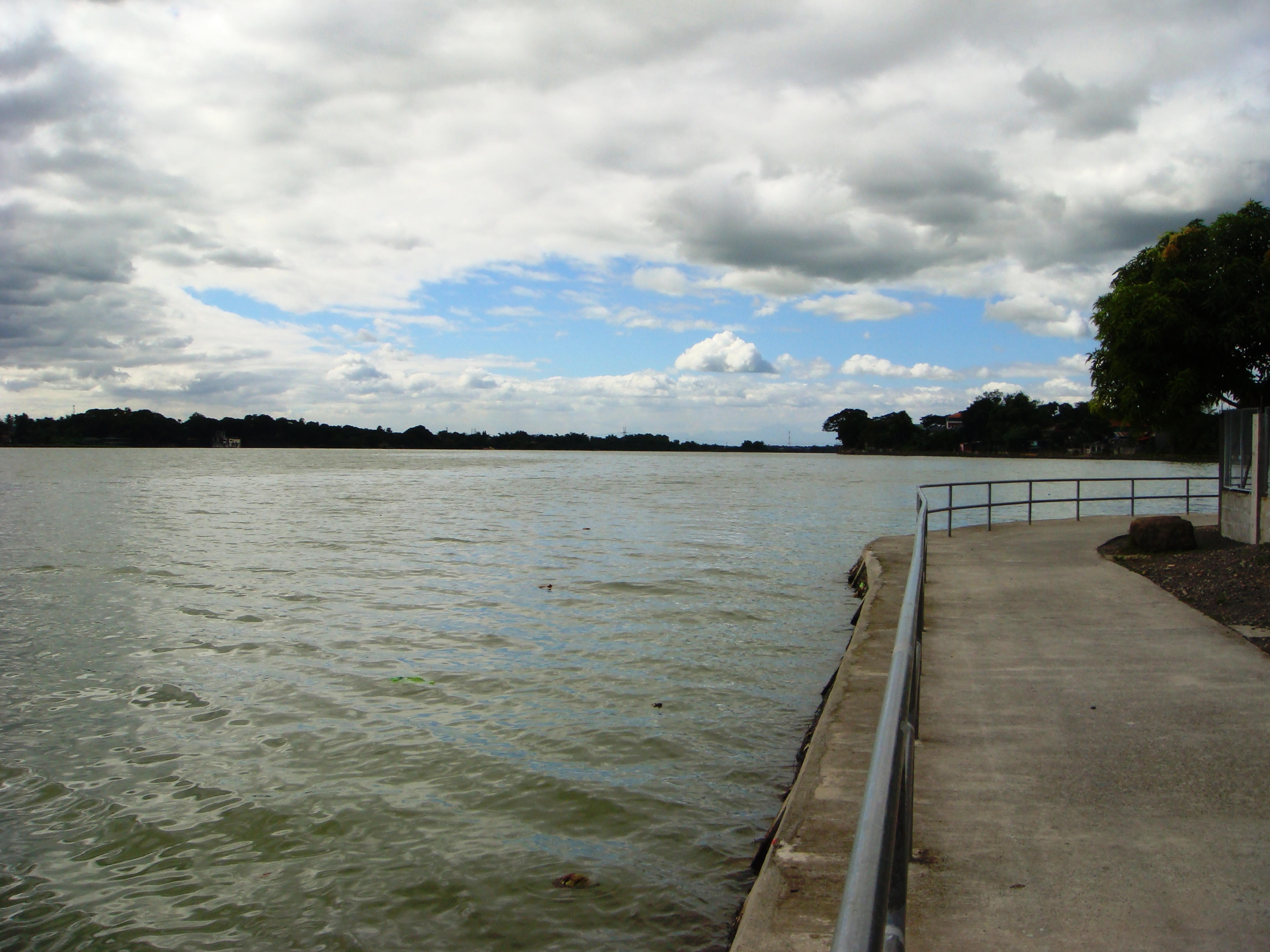
Angat-Stausee
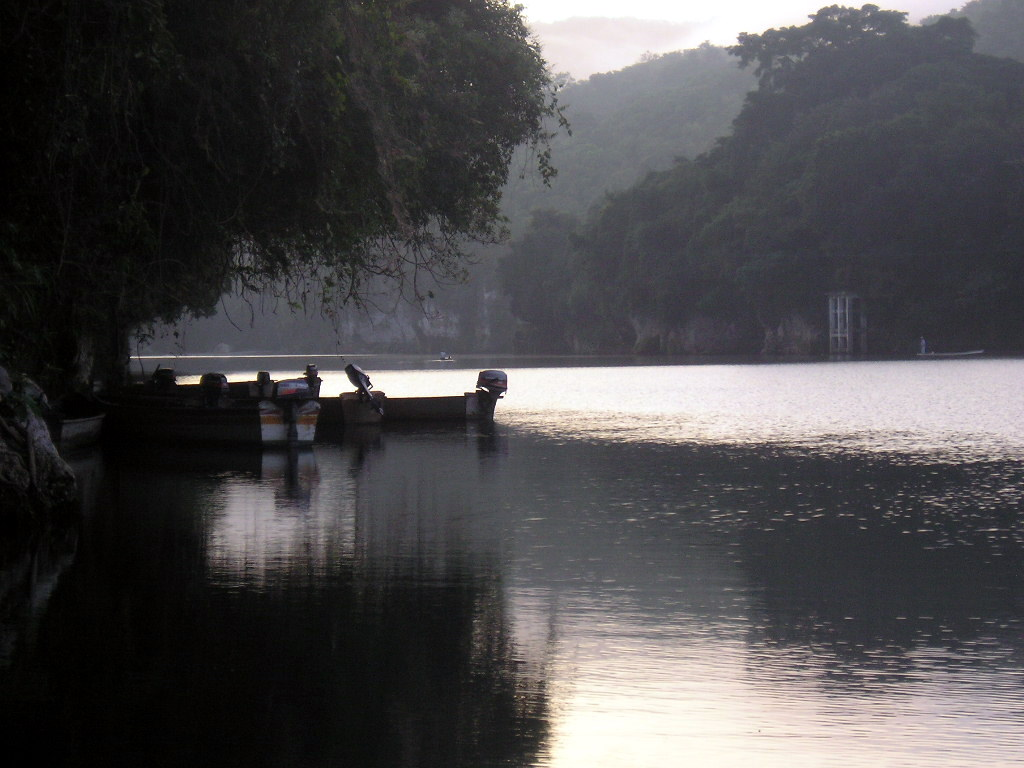
Der Pinacanauan River in Penablanca
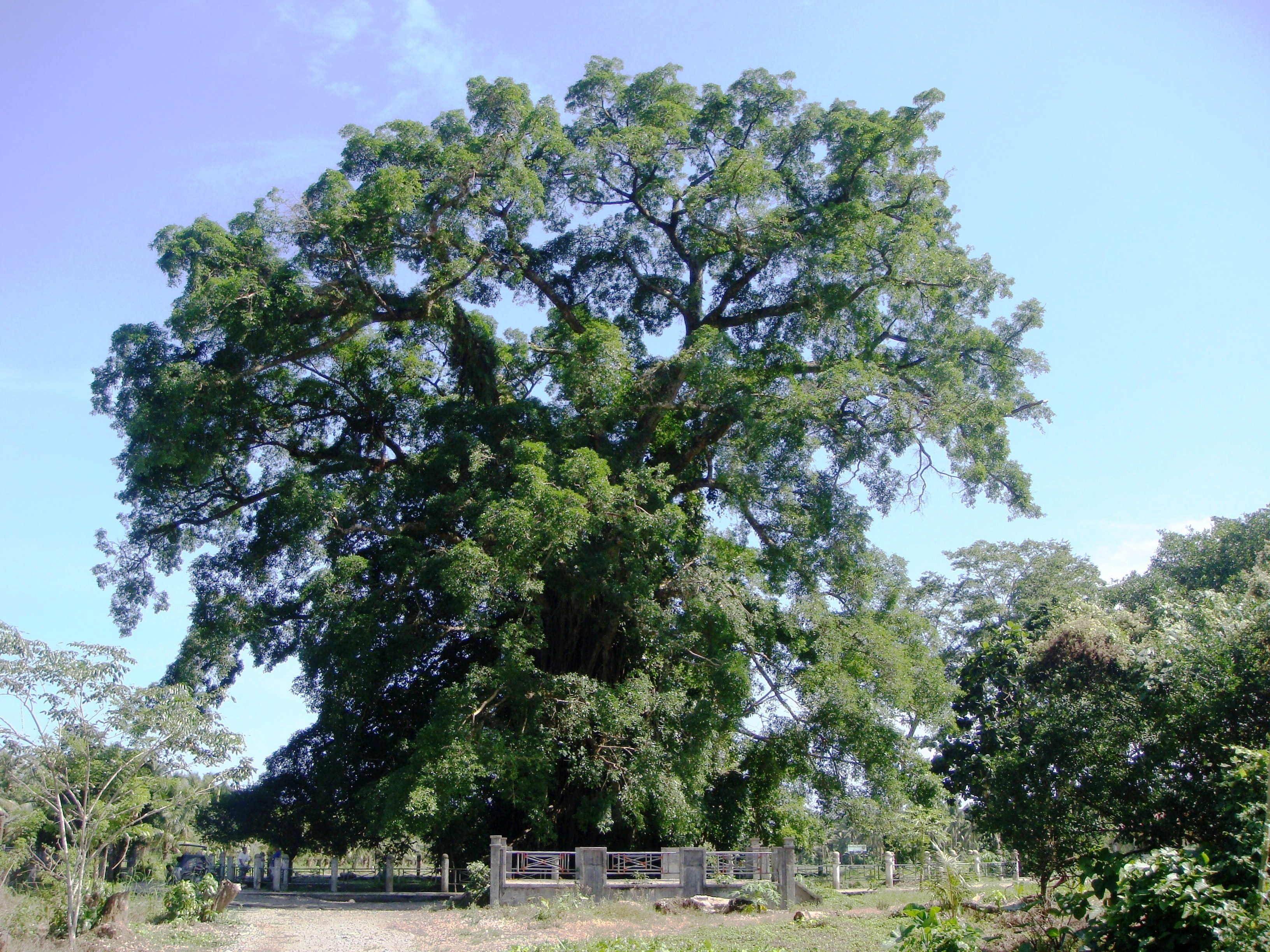
Baletebaum in der Sierra Madre
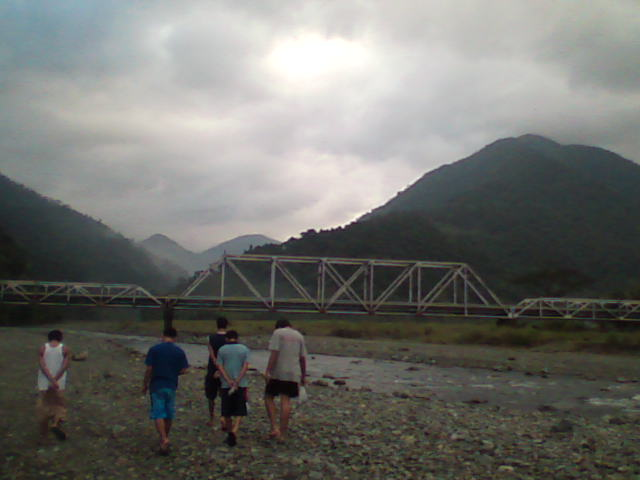
Sierra Madre in der Provinz Aurora
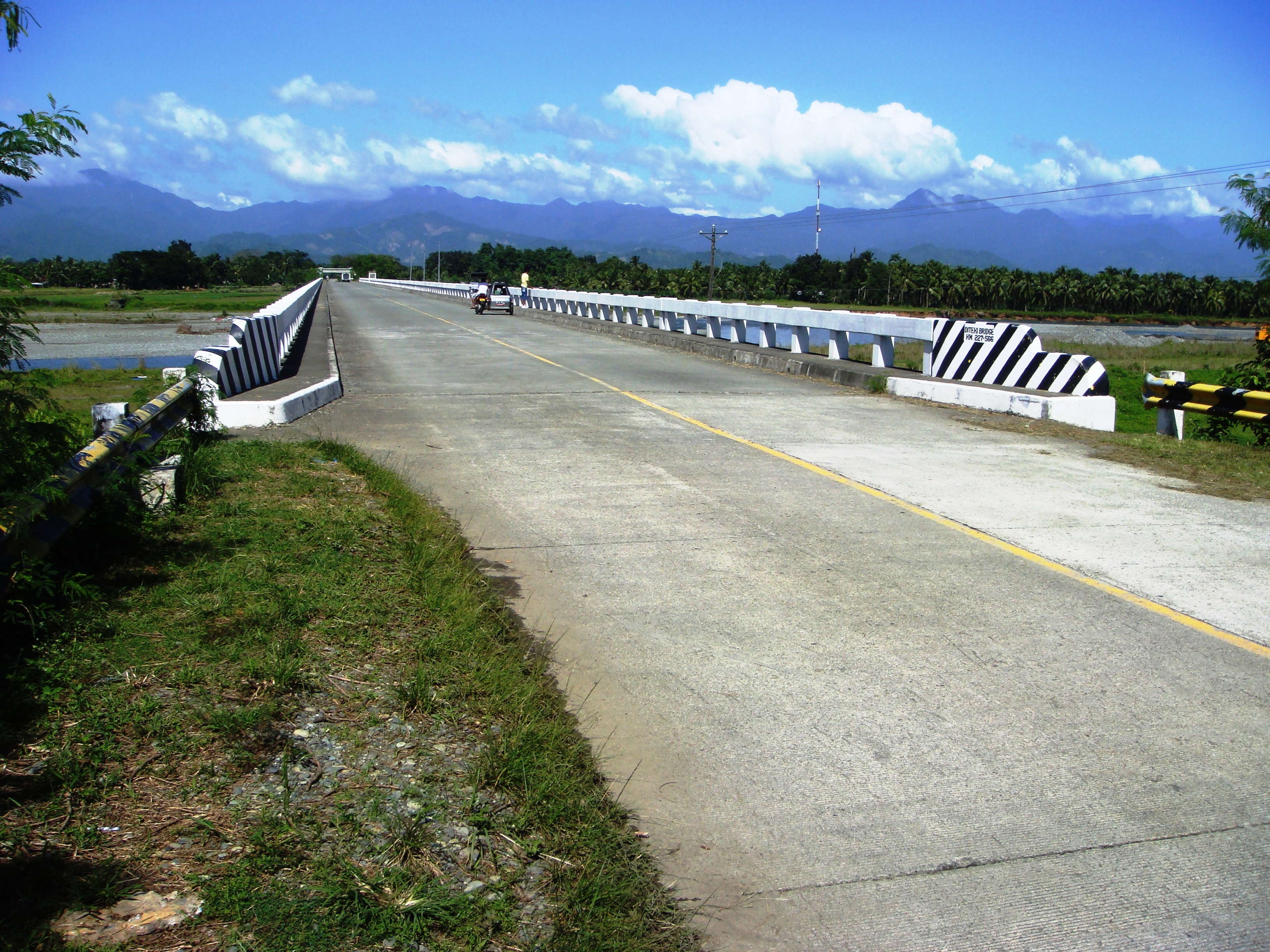
Die Panorama der Sierra Madre